# Britt Edwall
Britt Elin Edwall, född Halvarsson den 16 februari 1935 i Stockholm, död 9 juli 2025 i Nacka, Stockholms län, var en svensk programledare på radio, tidningskrönikör, översättare, författare och gjorde pjäsproduktioner för TV och scen.

## Biografi
Britt Edwall studerade teaterhistoria vid Stockholms universitet, och blev 1957 ordförande för Stockholms studentteater. Åren 1963–1996 arbetade hon på Sveriges Radio, och under 1990-talet var hon regelbundet medarbetare i Dagens Nyheter. Hon har även varit krönikör i Månadsjournalen.
Edwall var dotter till redaktionsvaktmästare Ruben Halvarson och Margarete Frank.
Hon var åren 1957–1965 gift med skådespelaren Allan Edwall och de fick en dotter och två söner, en av sönerna var teaterregissören Måns Edwall.

## Teateruppsättningar och andra produktioner
Britt Edwall gjorde 1994 en radiopjäs, Ur djupet av en massakrerad ömtålighet, av Nikanor Teratologens roman Äldreomsorgen i Övre Kågedalen. År 2001 dramatiserade Edwall Helen Zahavis bok En jävla helg under titeln En vedervärdig veckända som sändes i tre delar i Radioteatern.

## Teater

### Roller
| År   | Roll               | Produktion                      | Regi                | Teater                 |
| ---- | ------------------ | ------------------------------- | ------------------- | ---------------------- |
| 1975 | Mamsell Arrenander | Herr von Hancken Agneta Pleijel | Johan Bergenstråhle | Stockholms stadsteater |

## Priser och utmärkelser
- 2006 – Samfundet De Nios Särskilda pris